# Pedro Munhoz (lutador)
Pedro Henrique Lopes Munhoz (São Paulo, 7 de setembro de 1986) é um lutador brasileiro de MMA que atualmente compete na categoria peso-galo do Ultimate Fighting Championship. Munhoz é ex-campeão peso-galo do Resurrection Fighting Alliance.

## Início da carreira
Profissional desde 2009, Munhoz iniciou competindo em promoções em São Paulo, mudando-se para os Estados Unidos em 2011. Ele competiu em várias promoções regionais por todo o país, conquistando um cartel invicto e posteriormente o título peso galo do Resurrection Fighting Alliance em agosto de 2013, derrotando o veterano Jeff Curran por decisão dividida.  Munhoz defendeu seu título pela primeira vez em janeiro de 2014, vencendo Billy Daniels por finalização no primeiro round. Após a vitória, Munhoz assinou com o UFC no início de fevereiro de 2014.

### Ultimate Fighting Championship
Munhoz fez sua estreia na promoção em fevereiro de 2014, após ter que substituir o lesionado Francisco Rivera e enfrentar o "top contender" da categoria, Raphael Assunção no UFC 170.  Assunção venceu por decisão unânime.
Munhoz enfrentou o estreante no UFC, Matt Hobar no dia 31 de maio de 2014 no The Ultimate Fighter: Brasil 3 Finale.  Munhoz derrotou Hobar por nocaute técnico no primeiro round.
Munhoz enfrentou Jerrod Sanders em 4 de outubro de 2014 no UFC Fight Night: MacDonald vs. Saffiedine. Parcialmente havia vencido a luta por finalização guilhotina, no entanto, o resultado foi alterado para No Contest (Sem Resultado) pela NSBA.
Munhoz enfrentou o americano Jimmie Rivera em 7 de novembro de 2015 no UFC Fight Night: Belfort vs. Henderson III e foi derrotado por decisão dividida.
Munhoz enfrentou Russell Doane em 7 de julho de 2016 no UFC Fight Night: dos Anjos vs. Alvarez, ele venceu a luta por finalização guilhotina ainda no início do primeiro round e conquistou o bônus de Performance da Noite.

## Cartel no MMA
| Cartel no MMA   |             |            |
| 27 lutas        | 19 vitórias | 7 derrotas |
| Por nocaute     | 4           | 0          |
| Por finalização | 9           | 0          |
| Por decisão     | 6           | 7          |
| No contest      | 1           | 1          |

| Res.    | Cartel   | Oponente          | Método                                    | Evento                                      | Data       | Round | Tempo | Local                   | Notas |
| ------- | -------- | ----------------- | ----------------------------------------- | ------------------------------------------- | ---------- | ----- | ----- | ----------------------- | --- |
| Derrota | 20-8 (2) | Marlon Vera       | Decisão (unânime)                         | UFC 292: Sterling vs. O'Malley              | 19/08/2023 | 3     | 5:00  | Boston, Massachusetts   | |
| Vitória | 20-7 (2) | Chris Gutierrez   | Decisão (unânime)                         | UFC on ESPN: Holloway vs. Allen             | 15/04/2023 | 3     | 5:00  | Kansas City             | |
| NC      | 19-7 (2) | Sean O'Malley     | Sem Resultado (dedada acidental no olho)  | UFC 276: Adesanya vs. Cannonier             | 02/07/2022 | 2     | 1:51  | Las Vegas, Nevada       | Uma dedada acidental no olho de Munhoz parou a luta.                                                                                      |
| Derrota | 19-7 (1) | Dominick Cruz     | Decisão (unânime)                         | UFC 269: Oliveira vs. Poirier               | 11/12/2021 | 3     | 5:00  | Las Vegas, Nevada       | Luta da Noite. |
| Derrota | 19-6 (1) | José Aldo         | Decisão (unânime)                         | UFC 265: Lewis vs. Gane                     | 07/08/2021 | 3     | 5:00  | Houston, Texas          | |
| Vitória | 19-5 (1) | Jimmie Rivera     | Decisão (unânime)                         | UFC Fight Night: Rozenstruik vs. Gane       | 27/02/2021 | 3     | 5:00  | Las Vegas, Nevada       | Luta da Noite. |
| Derrota | 18-5 (1) | Frankie Edgar     | Decisão (dividida)                        | UFC on ESPN: Munhoz vs. Edgar               | 22/08/2020 | 5     | 5:00  | Las Vegas, Nevada       | Luta da Noite. |
| Derrota | 18-4 (1) | Aljamain Sterling | Decisão (unânime)                         | UFC 238: Cejudo vs. Moraes                  | 08/06/2019 | 3     | 5:00  | Chicago, Illinois       | |
| Vitória | 18-3 (1) | Cody Garbrandt    | Nocaute (socos)                           | UFC 235: Jones vs. Smith                    | 02/03/2019 | 1     | 4:52  | Las Vegas, Nevada       | Luta da Noite. |
| Vitória | 17-3 (1) | Bryan Caraway     | Nocaute Técnico (chutes no corpo e socos) | The Ultimate Fighter: Heavy Hitters Finale  | 30/11/2018 | 1     | 2:39  | Las Vegas, Nevada       | |
| Vitória | 16-3 (1) | Brett Johns       | Decisão (unânime)                         | UFC 227: Dillashaw vs. Garbrandt II         | 04/08/2018 | 3     | 5:00  | Los Angeles, Califórnia | |
| Derrota | 15-3 (1) | John Dodson       | Decisão (dividida)                        | UFC 222: Cyborg vs. Kunitskaya              | 03/03/2018 | 3     | 5:00  | Las Vegas, Nevada       | |
| Vitória | 15-2 (1) | Rob Font          | Finalização (guilhotina)                  | UFC Fight Night: Brunson vs. Machida        | 28/10/2017 | 1     | 4:03  | São Paulo               | Performance da Noite. |
| Vitória | 14-2 (1) | Damian Stasiak    | Decisão (unânime)                         | UFC Fight Night Gustafsson vs. Teixeira     | 28/05/2017 | 3     | 5:00  | Estocolmo               | |
| Vitória | 13-2 (1) | Justin Scoggins   | Finalização (guilhotina)                  | UFC Fight Night: Nogueira vs. Bader II      | 19/11/2016 | 2     | 1:54  | São Paulo               | Performance da Noite. |
| Vitória | 12-2 (1) | Russell Doane     | Finalização (guilhotina)                  | UFC Fight Night: dos Anjos vs. Alvarez      | 07/07/2016 | 1     | 2:08  | Las Vegas, Nevada       | Performance da Noite. |
| Derrota | 11-2 (1) | Jimmie Rivera     | Decisão (dividida)                        | UFC Fight Night: Belfort vs. Henderson III  | 07/11/2015 | 3     | 5:00  | São Paulo               | |
| NC      | 11-1 (1) | Jerrod Sanders    | Sem Resultado (mudado)                    | UFC Fight Night: MacDonald vs. Saffiedine   | 04/10/2014 | 1     | 0:39  | Halifax, Nova Scotia    | Originalmente, vitória por finalização (guilhotina) de Munhoz; Mudada após ele testar positivo para um anabólico exógeno de testosterona. |
| Vitória | 11-1     | Matt Hobar        | Nocaute técnico (socos)                   | UFC Fight Night: Miocic vs. Maldonado       | 31/05/2014 | 1     | 2:47  | São Paulo               | |
| Derrota | 10-1     | Raphael Assunção  | Decisão (unânime)                         | UFC 170: Rousey vs. McMann                  | 23/02/2014 | 3     | 5:00  | Las Vegas, Nevada       | Estreia no UFC. |
| Vitória | 10-0     | Billy Daniels     | Finalização (guilhotina)                  | RFA 12                                      | 24/01/2014 | 1     | 0:41  | Los Angeles, California | Defendeu o título do RFA Bantamweight Championship                                                                                        |
| Vitória | 9-0      | Jeff Curran       | Decisão (dividida)                        | RFA 9                                       | 16/08/2013 | 5     | 5:00  | Carson, California      | Venceu o RFA Bantamweight Championship |
| Vitória | 8-0      | Mitch Jackson     | Finalização (guilhotina)                  | RFA 8                                       | 21/06/2013 | 1     | 4:49  | Milwaukee, Wisconsin    | |
| Vitória | 7-0      | Bill Kamery       | Finalização (chave de calcanhar)          | RFA 5                                       | 30/11/2012 | 1     | 2:27  | Kearney, Nebraska       | |
| Vitória | 6-0      | Camilo Gonzalez   | Finalização (guilhotina)                  | RITC                                        | 30/07/2011 | 2     | 1:21  | Pomona, Califórnia      | |
| Vitória | 5-0      | Richard Montalvo  | Finalização (mata leão)                   | MMA Xplosion - International Team Challenge | 29/01/2011 | 2     | 2:31  | Las Vegas, Nevada       | |
| Vitória | 4-0      | Mauro Brenes      | Decisão (unânime)                         | RITC                                        | 09/10/2010 | 3     | 5:00  | Pomona, Califórnia      | |
| Vitória | 3-0      | Pablo Alfonso     | Decisão (unânime)                         | Jungle Fight 18 - Sao Paulo                 | 20/03/2010 | 3     | 5:00  | São Paulo               | |
| Vitória | 2-0      | Roberto Matsumoto | Nocaute técnico (desistência)             | EFC - Eagle Fighting Championship           | 26/09/2009 | 2     | 5:00  | São Paulo               | |
| Vitória | 1-0      | Reginaldo Vieira  | Finalização (socos)                       | FF - Full Fight 1                           | 21/03/2009 | 2     | 3:35  | São Paulo               | |